# Petrus van Rhijn
Petrus van Rhijn (* 22. März 1931 in Wassenaar; † 3. Mai 1999) war ein niederländischer Fußballspieler, der als Stürmer aktiv war.
Van Rhijn begann seine Profikarriere 1954 beim nordfranzösischen Verein US Valenciennes-Anzin, der damals in der zweiten Liga spielte. Bereits in seiner ersten Saison dort erzielte er vierzig Tore und wurde damit zum Torschützenkönig. Im folgenden Jahr konnte er diesen Titel mit 32 Toren verteidigen. Gleichzeitig verhalf er seinem Verein damit zum Aufstieg in die erste Liga. 1958 wechselte van Rhijn zu Stade Français in die zweite Liga. In seiner ersten Saison dort erzielte er 31 Tore und wurde daher 1959 zum dritten Mal Torschützenkönig der zweiten Liga. Auch in diesem Fall stieg der Verein dabei in die erste Liga auf. 1961 wechselte er erneut von der ersten in die zweite Liga und ging zum FC Grenoble. Van Rhijn erzielte in der ersten Saison zehn Tore und konnte auch mit Grenoble im folgenden Jahr den Aufstieg in die erste Liga feiern. Während der folgenden Spielzeit wechselte van Rhijn zu Olympique Nîmes. 1963 beendete er seine Karriere. Dabei kam er auf 133 Erstligaspiele (58 Tore) und 132 Zweitligaspiele (113 Tore).